# Ammergau
Der Ammergau (auch das Ammertal) ist ein zwischen Graswang/Ettal und Bad Kohlgrub an der Ammer gelegenes Gebiet nahe der Grenze zu Tirol mit dem Hauptort Oberammergau.
Die Ammergauer Mundart ist südbairisch mit deutlich hörbaren Einflüssen aus dem benachbarten Allgäuer Schwäbischen.
Von Bedeutung ist die Gegend durch besondere kulturelle Leistungen auf dem Gebiet der Volkskunst wie der Holzbildhauerei. Weltweit berühmt sind die seit 1633 alle 10 Jahre stattfindenden Oberammergauer Passionsspiele. Der Märchenkönig Ludwig II. schätzte das Land und die Leute dieser Region besonders. Er ließ in einem Seitental bei Graswang mit Schloss Linderhof das kleinste seiner Königsschlösser errichten, in welchem er die meiste Zeit seiner Amtsdauer verbrachte.
Den Bergen vorgelagert befinden sich die zwei Heilbäder Bad Kohlgrub und Bad Bayersoien. Der dort für Moorbäder eingesetzte Torf aus den umliegenden Bergkiefer-Mooren gilt als einer der am besten untersuchten der Welt und ist wirksam bei Leiden, die durch Durchblutungsstörungen auftreten oder von solchen begleitet sind.
Historisch von Bedeutung war das Tal lange Zeit als Verkehrsweg in Richtung Norditalien und Venedig sowie in Richtung des nördlich gelegenen Augsburg. Das Kloster Ettal auf der Passhöhe Richtung Oberau und Garmisch-Partenkirchen war lange Zeit weithin der größte Grundbesitzer und übte bis zur Säkularisation auch die Gerichtsbarkeit bis ins Loisachtal mit dem Raum Staffelsee und Murnau aus.
Die historische Region Ammerland im heutigen Niedersachsen hieß früher ebenfalls Ammergau.